# Ex Machina (rollspel)
Ex Machina är ett cyberpunk-rollspel som publicerades av det numer nedlagda Guardians of Order.
Rollspelet berör klassisk cyberpunk till post-cyberpunk och stödjer systemen Tri-Stat dX och d20-systemet. Det publicerades i augusti 2004 och är skrivet av Bruce Baugh, Rebecca Borgstrom, Christian Gossett, Bradley Kayl och Michelle Lyons.

## Spelvärld
I Ex Machina finns en detaljerad återblick på cyberpunk-genren samt utförliga råd till hur genren förmedlas i rollspel utan att förlora de grundläggande teman.
Förutom information om designen och genren innehåller boken fyra fristående "spelvärldar". Varje värld har en egen unik tolkning av cyberpunk-genren. De fyra spelvärldarna har namnen Heaven Over Mountain, Underworld, IOSHI och Daedalus.

## Regelsystem
Det finns två regelsystem för Ex Machina: Tri-Stat d8 och d20.

### Tri-Stat d8
Med Tri-Stat-systemet skapas rollpersonerna genom att köpa egenskaper och färdigheter med en poäng. Handlingssystemet bygger på att slå två sexsidiga tärningar och få en summa under färdighetsvärde. Spelmekaniken fokuserar på berättandet istället för reglerna, och är även känt för dess flexibilitet.

### d20-systemet
d20-varianten kombinerar Tri-Stat-systemets poänguppbyggda egenskaper för rollpersoner, med klasser (en: classes) och nivåer (en: levels) från d20. Den använder ett modifierad d20-system för konflikthantering där flera regler är lånade från Big Eyes, Small Mouth d20.